# 플루미니마조레
플루미니마조레(Fluminimaggiore, Frùmini Majori 또는 사르데냐어로 Flùmini Majori)는 이탈리아 사르데냐 주 수드사르데냐도의 코무네로, 칼리아리에서 북서쪽으로 약 60 킬로미터 (37 마일), 카르보니아에서 북쪽으로 약 30 km (19 mi) 떨어진 곳에 있다.
플루미니마조레는 다음 코무네와 접한다: 아르부스, 부게루, 도무스노바스, 곤노스파나디가, 이글레시아스.
안타스 신전은 플루미니마조레 영토에 위치한다. 마을에는 고생물학 박물관을 포함한 여러 박물관이 있다.